# Franca Falcucci
Franca Falcucci (ur. 22 marca 1926 w Rzymie, zm. 4 września 2014 tamże) – włoska polityk i nauczycielka, senator, w latach 1982–1987 minister edukacji.

## Życiorys
Absolwentka wydziału nauk politycznych Uniwersytetu Florenckiego. Pracowała jako nauczycielka historii i filozofii w szkołach średnich. Przystąpiła do Chrześcijańskiej Demokracji. Działaczka organizacji związkowych i kobiecych, kierowała też magazynem „Donna e società”. W 1968 została wybrana w skład Senatu. Pięciokrotnie z powodzeniem ubiegała się o reelekcję, wchodząc w skład wyżej izby włoskiego parlamentu do 1992 jako senator V, VI, VII, VIII, IX i X kadencji.
Między 1976 a 1982 była podsekretarzem stanu w resorcie edukacji w ośmiu gabinetach. Od grudnia 1982 do lipca 1987 pełniła funkcję ministra edukacji w czterech rządach, którymi kierowali Amintore Fanfani i Bettino Craxi. Gdy w połowie lat 90. doszło do rozpadu chadecji, dołączyła do Włoskiej Partii Ludowej.